# فاورسیا
فاورسیا (انگلیسی: Faurecia) شرکت تجهیزات خودرو فرانسوی است، که در سال ۱۹۹۷ تأسیس شد.